# 罗库尔
罗库尔（法語：Rocourt，法語發音：[ʁɔkuʁ] ⓘ）是比利时列日省列日的一个片区。罗库尔原为一独立市镇，1977年1月1日，罗库尔与列日和邻近的7个市镇外加属于市镇乌格雷的街区斯克莱桑合并，组成了今天的列日市镇，罗库尔成为了列日的一个片区。